# David Lewis (filosofo)
David Kellogg Lewis (Oberlin, 28 settembre 1941 – Princeton, 14 ottobre 2001) è stato un filosofo statunitense.
Viene considerato uno dei maggiori filosofi analitici della seconda metà del Novecento.

## Biografia
Nacque ad Oberlin, nell'Ohio, figlio di un docente dell'Oberlin College, studioso di storia medievale. Col tempo si conquistò una fama per il suo acume mordace (talvolta perfino intimidatorio); ma questa sua formidabile intelligenza si era manifestata precocemente durante gli anni di scuola superiore, quando frequentava lezioni universitarie di chimica. Frequentò lo Swarthmore College e passò un anno a Oxford (1959-1960), dove studiò sotto la direzione di Iris Murdoch e seguì le lezioni di Gilbert Ryle, Paul Grice, Peter Frederick Strawson e John Langshaw Austin. Quell'anno segnò il punto di svolta nella decisione di proseguire gli studi di filosofia, e contribuì a confermarlo nell'orientamento analitico che conservò per tutta la vita. Lewis si addottorò all'Università di Harvard nel 1967, dove studiò sotto Willard Van Orman Quine.
Insegnò presso l'University of California a Los Angeles e in seguito a Princeton, pur mantenendo dei rapporti privilegiati con la comunità filosofica australiana. È noto per la sua teoria del realismo modale, ma sono notevoli i suoi contributi anche in filosofia del linguaggio, filosofia della mente, metafisica, epistemologia, e filosofia della logica.

## Opere principali
Tra le sue opere più importanti vi sono Convention: A Philosophical Study (1969; trad. it. La convenzione: studio filosofico, Bompiani, 1974), in cui utilizzò concetti della teoria dei giochi per analizzare la natura di alcune convenzioni linguistiche; Counterfactuals (1973; it. Controfattuali), in cui sviluppò un'influentissima analisi dei condizionali controfattuali in termini di mondi possibili (semantica modale) e On the Plurality of Worlds (1986; trad. it. Sulla pluralità dei mondi, Mimesis, 2020), in cui espose e difese la teoria del realismo modale, ovvero la tesi per cui il nostro mondo non è che uno di tutti i mondi che ci sono e noi non siamo che alcuni di tutti gli abitanti di mondi che ci sono. In altre parole, esiste un pluriverso in cui ogni possibilità è realizzata da un mondo e dai suoi abitanti. La sua ultima monografia, Parts of Classes (1991; it. Parti di classi), traccia una riduzione della teoria degli insiemi alla mereologia. Ha pubblicato inoltre cinque volumi che raccolgono la quasi totalità dei suoi articoli: Philosophical Papers, Vol. I (1983), Philosophical Papers, Vol. II (1986), Papers in Philosophical Logic (1998), Papers in Metaphysics and Epistemology (1999), e Papers in Ethics and Social Philosophy (2000).